# Sugimura Sojinkan

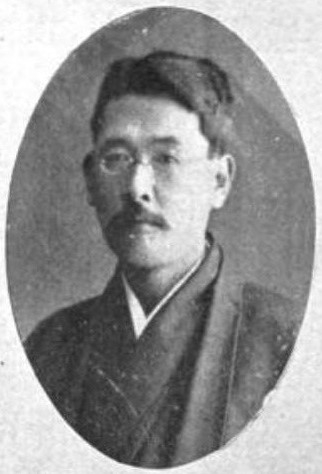
Sugimura Sojinkan

Sugimura Sojinkan (japanisch 杉村 楚人冠, eigentlich Sugimura Kōtarō; geboren 28. August 1872 in Wakayama (Präfektur Wakayama); gestorben 3. Oktober 1945 in Abiko (Präfektur Chiba)) war ein japanischer Journalist, Essayist und Haiku-Dichter.

## Leben und Wirken
Sugimura Sojinkan studierte in Tokio an der „British Law School“ (英吉利(イギリス)法律学校. Igirisu hōritsu gakkō), der Vorgängereinrichtung der heutigen Chūō-Universität und an der Englischschule „Kokumin Eigakkai“ (国民英学会) und wurde dann in seiner Heimat Chefredakteur der Zeitung „Wakayama Shimpo“ (和歌山新報, Wakayama shimpō). 1892 ging er wieder nach Tokio zurück und absolvierte das „Jiyūshin gakkō“ (自由神学校, Jiyū shingakkō) – das „Seminar für freiheitlichen Geist“, später „Senshin gakuin“ (先進学院). Er war dann als Redakteur für verschiedene Zeitschriften tätig. 1900 schloss er sich der „Neuen buddhistischen Bewegung“ (新仏教運動, Shin Bukkyō undō) an und gründete mit dem Religionswissenschaftler Takashima Beihō (高島 米峰; 1875–1949) und anderen die  buddhistische Gesellschaft „Bukkyō Sei to dōshi-kai“ (仏教清徒同志会). 1900 brachte man die Zeitschrift „Neuer Buddhismus“ (新仏教) heraus, die bis 1915 erschien. Daneben arbeitete er als Übersetzer für die amerikanischen Botschaft.

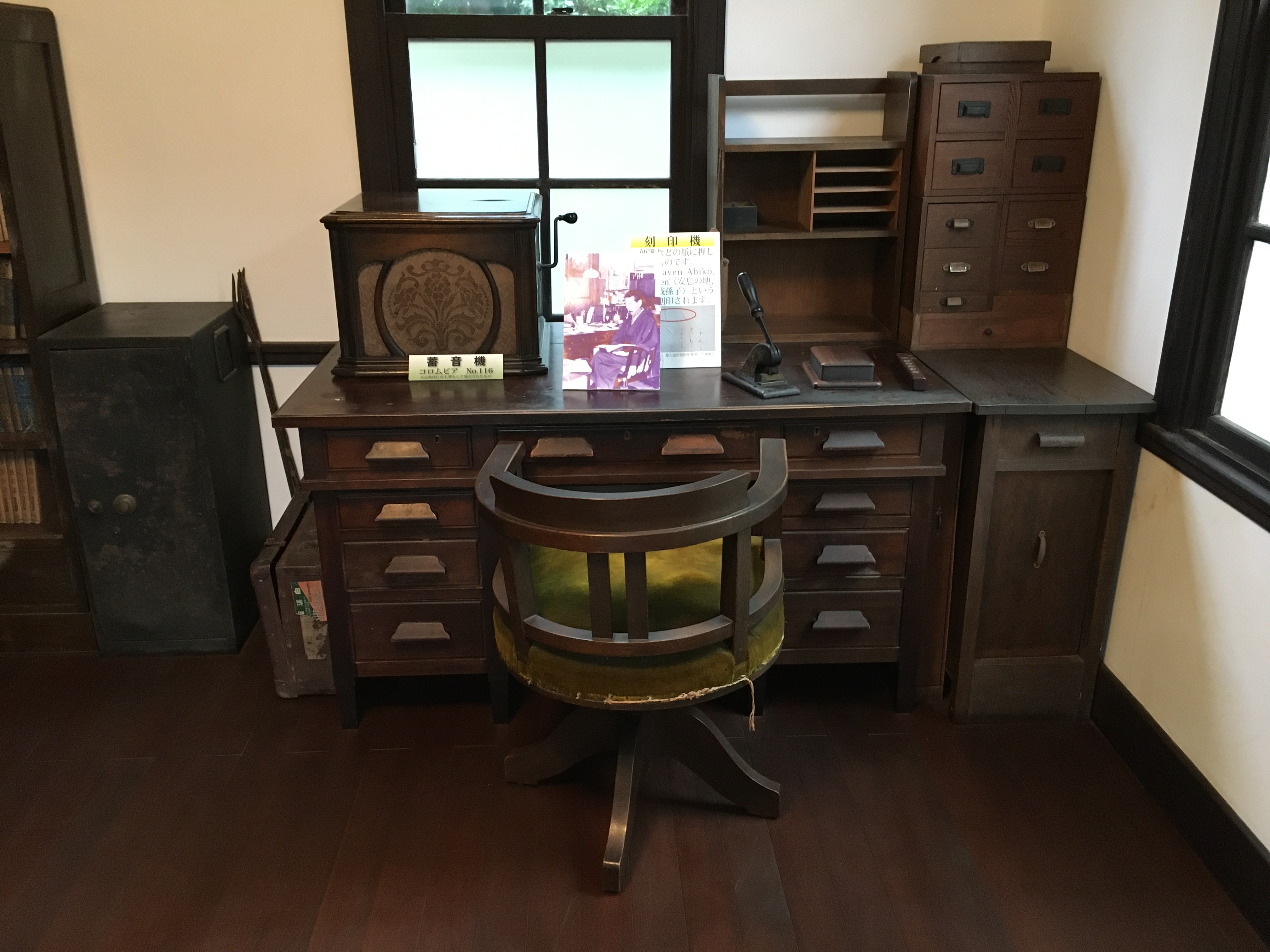
Sugimuras Arbeitsplatz, nun im Gedächtnismuseum

1903 schloss sich Sugimura der Zeitung „Tōkyō Asahi Shimbun“ (東京朝日新聞) an. Zunächst war er für die Übersetzung ausländischer telegrafisch übermittelter Nachrichten zuständig, danach übernahm er vielfältige journalistische Tätigkeiten. Vor und nach dem Russisch-Japanischen Krieg 1904 bis 1905 näherte er sich der sozialistischen Bewegung an, indem er die Zeitung „Heimin Shimbun“ (平民新聞) unterstützte. 1908 wurde er als Korrespondent nach England entsandt und wurde mit seiner Berichtsserie „Dai–Ei Yūki“ (大英遊記) bekannt. Zu dieser Zeit studierte er auch das Zeitungsgeschäft in Europa und den Vereinigten Staaten.
Nach seiner Rückkehr nach Japan arbeitete Sugimura daran, die Art westlicher Zeitungen auch bei seiner einzuführen. So bemühte er sich um die  Einrichtung einer Forschungsabteilung und einer Abteilung zur Überprüfung von Artikeln. 1923 brachte er das Magazin „Asahi Graph“ (日刊アサヒグラフ)  heraus, das bis zum Jahr 2000 bestand. 1932 verfasste er das Gedicht „Makiba no asa“ (牧場の朝) – „Ein Morgen auf der Weide“, das sich auf der Liste der Top-100-Lieder Japans befindet. Er war Wirtschaftsprüfer und schließlich Berater für Asahi Shimbun. Er erstellte Essays und Romane, darunter „Urusaki hitobito“ (うるさき人々) – etwa „Aufdringliche Leute“, oder über Zeitungen, Saikin shimbunshi-gaku (最近新聞紙学) – „Neuere Zeitungsstudien“ (1915). Seine gesammelten Werke erschienen als „Sojinkan zenshū“ (楚人冠全集) in 15 Bänden.
Nach dem Zweiten Weltkrieg verließ Sugimura Tokio und zog nach Abiko in der Präfektur Chiba. Nach seinem Tod wurde dort das Gedächtnismuseum „Sugimura Sojinkan kinenkan“ (杉村楚人冠記念館) eingerichtet.